# Вајена (Западна Вирџинија)
Вајена (енгл. Vienna) град је у америчкој савезној држави Западна Вирџинија.

## Демографија
По попису из 2010. године број становника је 10.749, што је 112 (-1,0%) становника мање него 2000. године.
| Група             | 2000.          | 2010.          |
| Белци             | 10.459 (96,3%) | 10.253 (95,4%) |
| Афроамериканци    | 103 (0,9%)     | 119 (1,1%)     |
| Азијати           | 146 (1,3%)     | 155 (1,4%)     |
| Хиспаноамериканци | 54 (0,5%)      | 83 (0,8%)      |
| Укупно            | 10.861         | 10.749         |